# Puccinia longirostris
Puccinia longirostris là một loài Urediniomycetes trong họ Pucciniaceae. Loài này được Kom miêu tả khoa học đầu tiên năm 1895.
Đây là loài gây hại phát triển phổ biến ở Uzbekistan.